# Syndic de faillite
Un syndic de faillite est une entité chargée d'administrer un patrimoine de faillite.

## Canada
En droit canadien, un syndic autorisé en insolvabilité (SAI) est un professionnel qui agit pour le redressement financier d'une entreprise dans le cadre de la Loi sur la faillite et l'insolvabilité. Il a l'autorisation d'entamer des procédures légales pour réguler les dettes d'une personne en surendettement, telles qu'une proposition concordataire ou une faillite. Un failli, ainsi que toute personne détenant des actifs appartenant au failli, doit transférer la propriété au syndic. De plus, les honoraires d'un SAI sont régis par la LFI.

### Formation
Une personne désirant devenir SAI doit, afin de commencer la formation spécifique au syndic, le Programme de qualification du CIRP (PQC), soit détenir un diplôme universitaire, soit avoir cinq ans d'expérience de travail en insolvabilité. Le PQC se décline en quatre volets, l'introduction, les connaissances fondamentales, les connaissances appliquées ainsi que le cours pratique sur les consultations en insolvabilité. Pour pouvoir passer l'ENIC, ou examen national en insolvabilité axé sur les compétences, il faut démontrer au moins 2400 heures d'expérience de travail pertinente.
Une fois l'ENIC réussi, une personne doit faire face à un examen oral devant jury administré par le Bureau du Surintendant des Faillites sous forme d'étude de cas, avec les jurés qui sont soit des juges de faillite en activité, soit des SAIs actifs. Pour obtenir une licence de syndic, une personne ayant réussi l'examen oral devant jury devra prouver sa bonne réputation et sa solvabilité avant la délivrance de la licence.

## États-Unis
En droit américain, un syndic de faillite est une personne nommée par le Programme des syndics des États-Unis (United States Trustee Program), une division du département de la Justice des États-Unis. Dans des circonstances limitées, les créditeurs peuvent élire un syndic.
Dans une liquidation (Chapitre 7), le syndic récupère les actifs non-exonérés d'un failli, gère les recettes de leur vente, paie les frais et distribue le solde résiduels aux créditeurs.
Dans une proposition concordataire (Chapitre 13), le syndic est responsable de la réception des paiements mensuels du débiteur et distribuer ces montants proportionnellement aux créditeurs. Le syndic va agir au nom du débiteur pour s'assurer que les intérêts des débiteurs et créditeurs sont respectés selon les lois de la faillite et doit régulièrement agir comme médiateur entre les parties.